# Pseudopentameris caespitosa
Pseudopentameris caespitosa är en gräsart som beskrevs av N.P.Barker. Pseudopentameris caespitosa ingår i släktet Pseudopentameris och familjen gräs. Inga underarter finns listade i Catalogue of Life.